# 0番線と夜明け前
0番線と夜明け前（ぜろばんせんとよあけまえ）は京都を拠点に活動する女性アイドルグループ。略称はぜろよる。

## 概要
コンセプトは『孤独な夜が明けるまで、あなたと同じ世界線に』。
2023年結成、同年8月28日に心斎橋HOKAGEにてデビューライブを開催し、本格的に活動を開始。
事務所に所属せず、メンバー自身でグループの運営を行い、セルフプロデュースで活動している。

## 略歴
2023年
- 結成
- 7月8日、グループ名、所属メンバー、デビューライブを8月28日に行うことを発表。
- 8月28日、デビューライブを心斎橋HOKAGEにて開催。
- 10月19日、定期公演『AM5:26 vol.1』を難波Meleにて開催。以降、月1回のペースで定期公演を開催。シングル『send to you』リリース。
- 11月24日、浅海まなかの脱退を発表、以降、3人での活動となる。

2024年
- 2月29日、新衣装、新アーティスト写真解禁。
- 3月18日、『ブラックアウト未満』OFFICIAL MUSIC VIDEOを公開。
- 3月19日、2ndシングル『ブラックアウト未満』をリリース。
- 8月28日、定期公演『AM5:26 vol.9 -1周年特別公演-』を寺田町Fireloopにて開催。新衣装、新アーティスト写真解禁。2025年3月16日にKYOTO MUSEにて1st ONEMAN LIVE『上田浩一の場合』を開催することを発表。
- 9月19日、『入滅へと』OFFICIAL LIVE MUSIC VIDEOを公開。
- 12月14日、『hotobori』OFFICIAL LIVE MUSIC VIDEOを公開。
- 12月29日、不定期公演『八ツ橋の転がる町 vol.1』をLive House nanoにて開催。京都での初自主企画。
- 12月30日、『花托』OFFICIAL LIVE MUSIC VIDEOを公開。

2025年
- 1月12日、『八ツ橋が転がりすぎた結果 vol.1』を下北沢CLUB251にて開催。東京での初主催公演。
- 2月28日、3rdシングル『わたしは水になりたかった』リリース。
- 3月16日、1st ONEMAN LIVE『上田浩一の場合』をKYOTO MUSEにて開催。1stアルバム『河原町ハイドアウト』を発売すること、2025年7月より『河原町ハイドアウト』レコ発ツアーを開催することを発表。新衣装、新アーティスト写真解禁。　　
- 3月17日、1stアルバム『河原町ハイドアウト』の先行配信開始。
- 5月15日、『わたしは水になりたかった』OFFICIAL MUSIC VIDEOを公開。
- 7月2日、1stアルバム『河原町ハイドアウト』のCD販売を開始。

## メンバー

### 現メンバー
| 氏名       | よみ         | 誕生日   | 出身地 | 備考                      |
| ---------- | ------------ | -------- | ------ | ------------------------- |
| マリノ     | まりの       | 4月6日   | 京都府 | 元340.29m/s、元Sugarpills |
| ゆりな     | ゆりな       | 11月4日  | 京都府 | 元husky（凛）             |
| 夜乃マユミ | よるのまゆみ | 11月23日 | 滋賀県 | 元coboreru、元Sugarpills  |

### 旧メンバー
| 氏名       | よみ         | 誕生日 | 出身地 | 備考               |
| ---------- | ------------ | ------ | ------ | ------------------ |
| 浅海まなか | あさみまなか |        |        | 2023年11月23日脱退 |

## ディスコグラフィー

### シングル
| # | タイトル                 | 発売日         | 収録曲                              | 販売形態             |
| - | ------------------------ | -------------- | ----------------------------------- | -------------------- |
| 1 | send to you              | 2023年10月19日 | 1. send to you 2. 謹啓              | 各種音楽配信サービス |
| 2 | ブラックアウト未満       | 2024年3月19日  | 1. ブラックアウト未満 2. 閃光       | 各種音楽配信サービス |
| 3 | わたしは水になりたかった | 2025年2月28日  | 1. わたしは水になりたかった 2. 0705 | 各種音楽配信サービス |

### アルバム
| # | タイトル           | 発売日        | 販売形態             | 収録曲 |
| - | ------------------ | ------------- | -------------------- | --- |
| 1 | 河原町ハイドアウト | 2025年3月17日 | 各種音楽配信サービス | 1. 花托 2. 謹啓 3. send to you 4. 閃光 5. REM 6. あの日の夕焼け 7. 入滅へと 8. ブラックアウト未満 9. hotobori            |
| 1 | 河原町ハイドアウト | 2025年7月2日  | CD                   | 1. 花托 2. 謹啓 3. send to you 4. 閃光 5. REM 6. あの日の夕焼け 7. 入滅へと 8. ブラックアウト未満 9. hotobori 10. 1st SE |

## オリジナル楽曲リスト
| #  | 発表日         | 曲名                     | 作詞                                      | 作曲                                      | 振付       | 備考                                                                        |
| -- | -------------- | ------------------------ | ----------------------------------------- | ----------------------------------------- | ---------- | --------------------------------------------------------------------------- |
| 1  | 2023年8月28日  | send to you              | 夜乃マユミ                                | 横田檀 (Blume popo)                       | ゆりな     | 「0番線と夜明け前 Debut Live」(心斎橋HOKAGE)にて初披露。                    |
| 2  | 2023年8月28日  | 謹啓                     | まなか                                    | 横田檀 (Blume popo)                       | マリノ     | 「0番線と夜明け前 Debut Live」(心斎橋HOKAGE)にて初披露。                    |
| 3  | 2023年8月28日  | REM                      | レスポール田中                            | レスポール田中                            | 夜乃マユミ | 「0番線と夜明け前 Debut Live」(心斎橋HOKAGE)にて初披露。                    |
| 4  | 2023年8月28日  | 街の夢                   | レスポール田中                            | レスポール田中                            | マリノ     | 「0番線と夜明け前 Debut Live」(心斎橋HOKAGE)にて初披露。                    |
| 5  | 2023年8月28日  | Lure                     |                                           |                                           | マリノ     | 「0番線と夜明け前 Debut Live」(心斎橋HOKAGE)にて初披露。                    |
| 6  | 2023年12月1日  | 花托                     | 夜乃マユミ                                | 横田檀 (Blume popo)                       | マリノ     | 私立くぴぽ学園～履修 to lok～（アメリカ村BEYOND）にて披露。                 |
| 7  | 2024年1月20日  | 閃光                     | Yusei Tsuruta (17歳とベルリンの壁)        | Yusei Tsuruta (17歳とベルリンの壁)        | ゆりな     | JACKSON LIVE NEO（心斎橋ANIMA）にて初披露                                   |
| 8  | 2024年3月18日  | ブラックアウト未満       | 管梓 (エイプリルブルー/ex.For Tracy Hyde) | 管梓 (エイプリルブルー/ex.For Tracy Hyde) | マリノ     | 定期公演『AM5:26 vol.5』にて初披露。                                        |
| 9  | 2024年5月30日  | hotobori                 | ゆりな                                    | 横田檀 (Blume popo)                       | マリノ     | 定期公演『AM5:26 vol.7』にて初披露。                                        |
| 10 | 2024年8月28日  | 入滅へと                 | 夜乃マユミ                                | 横田檀 (Blume popo)                       | マリノ     | 定期公演『AM5:26 vol.9 -1周年特別公演-』にて初披露。                        |
| 11 | 2024年10月22日 | aube                     | ゆりな                                    |                                           | マリノ     | 定期公演『AM5:26 vol.11にて初披露。                                         |
| 12 | 2024年11月30日 | あの日の夕焼け           | tip top nap                               | tip top nap                               | マリノ     | Tribu presents MORE 2（西永福JAM）にて初披露。                              |
| 13 | 2025年2月27日  | 0705                     | 0番線と夜明け前                           | cetow                                     | マリノ     | 定期公演『AM5:26 vol.15』にて初披露。                                       |
| 13 | 2025年2月28日  | わたしは水になりたかった | 管梓 (エイプリルブルー/ex.For Tracy Hyde) | 管梓 (エイプリルブルー/ex.For Tracy Hyde) | マリノ     | ライブでの初披露は2025年3月16日 1st ONEMAN LIVE『上田浩一の場合』(京都MUSE) |
| 14 | 2025年6月11日  | Tide Haze                | 夜乃マユミ                                | 横田檀 (Blume popo)                       | マリノ     | 定期公演『AM5:26 vol.18』にて初披露。                                       |

## 主なライブ・イベント

### 定期公演
| #  | 公演日         | 公演名                                       | 会場           | 備考                                                                                   |
| -- | -------------- | -------------------------------------------- | -------------- | -------------------------------------------------------------------------------------- |
| 1  | 2023年10月19日 | 定期公演『AM5:26 vol.1』                     | 難波Mele       | サブスク解禁を発表。本公演からオフィシャルグッズ（Tシャツ、ステッカー）の販売を開始。  |
| 2  | 2023年11月2日  | 定期公演『AM5:26 vol.2 -ゆりな生誕編-』      | 梅田Zeela      | メンバー生誕公演。                                                                     |
| 3  | 2023年12月1日  | 定期公演『AM5:26 vol.3 -夜乃マユミ生誕編-』  | 心斎橋VARON    | メンバー生誕公演。                                                                     |
| 4  | 2024年2月29日  | 定期公演『AM5:26 vol.4 』                    | 難波Mele       | 新衣装を披露。                                                                         |
| 5  | 2024年3月18日  | 定期公演『AM5:26 vol.5』                     | 難波Mele       | 『ブラックアウト未満』を初披露。                                                       |
| 6  | 2024年4月11日  | 定期公演『AM5:26 vol.6 -マリノ生誕編-』      | 梅田Zeela      | メンバー生誕公演。                                                                     |
| 7  | 2024年5月30日  | 定期公演『AM5:26 vol.7』                     | 難波Mele       | 『hotobori』を初披露。                                                                 |
| 8  | 2024年6月25日  | 定期公演『AM5:26 vol.8』                     | 難波Mele       | 照明を使用しない暗闇ライブ。                                                           |
| 9  | 2024年8月28日  | 定期公演『AM5:26 vol.9 -1周年特別公演-』     | 寺田町Fireloop | 本編全編で透過スクリーンを使用したVJ演出を行った。『入滅へと』を初披露。新衣装を披露。 |
| 10 | 2024年9月19日  | 定期公演『AM5:26 vol.10』                    | 難波Mele       | 『入滅へと』OFFICIAL LIVE MUSIC VIDEOを先行披露。                                      |
| 11 | 2024年10月22日 | 定期公演『AM5:26 vol.11』                    | 難波Mele       | 『aube』を初披露。                                                                     |
| 12 | 2024年11月7日  | 定期公演『AM5:26 vol.12 -ゆりな生誕編-』     | 心斎橋Pangea   | メンバー生誕公演。                                                                     |
| 13 | 2024年12月11日 | 定期公演『AM5:26 vol.13 -夜乃マユミ生誕編-』 | 心斎橋Pangea   | メンバー生誕公演。                                                                     |
| 14 | 2025年1月21日  | 定期公演『AM5:26 vol.14』                    | 難波Mele       | トークパート長めの公演（東京主催『八ッ橋が転がりすぎた結果』の結果報告）               |
| 15 | 2025年2月27日  | 定期公演『AM5:26 vol.15』                    | 難波Mele       | 『0705』を初披露。                                                                     |
| 16 | 2025年3月24日  | 定期公演『AM5:26 vol.16』                    | 難波Mele       | アルバム『河原町ハイドアウト』の曲順でのノンストップ再現公演。                         |
| 17 | 2025年5月13日  | 定期公演『AM5:26 vol.17 -マリノ生誕編-』     | シアターセブン | メンバー生誕公演。『わたしは水になりたかった』OFFICIAL MUSIC VIDEOを先行披露。         |
| 18 | 2025年6月11日  | 定期公演『AM5:26 vol.18』                    | 難波Mele       | 『Tide Haze』を初披露。                                                                |
| 19 | 2025年8月28日  | 定期公演『AM5:26 vol.19 -2周年編-』          | 難波Mele       | ※開催前 (開場19:30/開演20:00予定）                                                     |

### 不定期公演
| # | 公演日         | 公演名                               | 会場            | 備考                     |
| - | -------------- | ------------------------------------ | --------------- | ------------------------ |
| 1 | 2024年12月29日 | 不定期公演『八ツ橋の転がる町 vol.1』 | Live House nano | 京都での初自主企画ライブ |

### 主催公演
| # | 公演日        | 公演名                             | 会場          | 出演者                                                                                                  | 備考       |
| - | ------------- | ---------------------------------- | ------------- | --- | ---------- |
| 1 | 2025年1月12日 | 『八ツ橋が転がりすぎた結果 vol.1』 | 下北沢CLUB251 | 0番線と夜明け前 ピューパ!! PANDAMIC 水槽とクレマチス il pleut Untitled ponderosa may bloom 美味しい水玉 | 初主催公演 |

### 共同企画公演

#### 永久番線
0番線と夜明け前と同じく、京都を拠点に活動しているAQとの共同企画
| # | 公演日        | 公演名   | 会場     | 出演者                                                |
| - | ------------- | -------- | -------- | ----------------------------------------------------- |
| 1 | 2025年1月30日 | 永久番線 | 京都ROKA | AQ / 0番線と夜明け前 / くぴぽ / NUANCE                |
| 2 | 2025年3月5日  | 永久番線 | 京都ROKA | AQ / 0番線と夜明け前 / いつかの夜に僕たちが、 / meluQ |
| 3 | 2025年4月4日  | 永久番線 | 京都ROKA | AQ / 0番線と夜明け前 / 月刊PAM / MaNaMaNa             |
| 4 | 2025年5月29日 | 永久番線 | 京都ROKA | AQ / 0番線と夜明け前 / HIBANA / .LiNⅨLiNE.            |
| 5 | 2025年7月18日 | 永久番線 | 京都ROKA | AQ / 0番線と夜明け前 / WT☆Egret / ピューパ!!          |

### 主催イベント
| 開催日         | イベント名                   | 会場                           | 備考 |
| -------------- | ---------------------------- | ------------------------------ | --- |
| 2024年2月10日  | 第一回 0夜会議               | Loft PlusOne West              | 観客参加型の会議トークイベント。イベント内で挙がった企画案のいくつかは、後載するイベントとして採用、開催されている。トークパート後にミニライブを実施。                                          |
| 2024年5月11日  | ぜろよる美術館               | A.WOMB1518                     | 予約不要、入場料無料のフリーイベント。メンバーが制作した油絵、デッサン、イラスト、陶芸品、絵巻などを展示、販売した。                                                                            |
| 2024年9月15日  | 0夜怪談                      | 聖光寺（京都市下京区）         | ゲスト：中山功太 ぜろよるメンバー、ゲストの中山功太氏が順に怪談を披露したホラートークイベント。メンバーは浴衣姿で参加。                                                                         |
| 2024年10月27日 | ハロヨルゼロウィン           | しのけんはらぺこキッチンハウス | 予約不要、入場料無料のフリーイベント。メンバーがクッキー作りを行い、その調理工程を観覧することができるイベント。クッキー焼き上がり後、来場者はクッキーを受け取ることができた。                  |
| 2025年5月6日   | ぜろよるスピリチュアルツアー | 京都府宇治市周辺               | メンバーの案内で宇治駅周辺のスポットを観光したイベント。参加者にはスピリチュアルツアーのしおりと、メンバー手作りの数珠が配布された。 当日の訪問場所：宇治神社、平等院、宇治観光センター、縣神社 |
| 2025年5月10日  | ぜろよるフリーマーケット     | ふれあい貸し会議室 心斎橋E     | 予約不要、入場料無料のフリーイベント。メンバーの私物、当日限定のデコチェキ等を販売した。 |
| 2025年7月5日   | 第二回 0夜会議 -地球滅亡編-  | Loft PlusOne West              | 第一回同様に観客参加型のトークイベント。トーク内容は他言無用、撮影禁止で行われた。トークパート後にミニライブを実施。                                                                            |

## 出演ライブ履歴
※主催・ゲスト問わず、楽曲披露があるイベントについて記載
1. ↑  夜乃マユミ【0番線と夜明け前】 [@zsym_mym] (1 September 2023). “公式略称：ぜろよる”. X（旧Twitter）より2025年5月24日閲覧.{{cite web2}}:  CS1メンテナンス: 数字を含む名前/author (カテゴリ)
2. ↑  0番線と夜明け前 [@zsym_info] (8 July 2023). “『0番線と夜明け前』始動します 孤独な夜が明けるまで、あなたと同じ世界線に ▷member @zsym_mrn @zsym_mnc @zsym_yrn @zsym_mym ▷debut live8/28 coming soon…”. X（旧Twitter）より2025年5月24日閲覧.{{cite web2}}:  CS1メンテナンス: 数字を含む名前/author (カテゴリ)
3. ↑  0番線と夜明け前 [@zsym_info] (15 July 2023). “【デビューライブ情報解禁】2023/8/28(月) open 19:30/ start 20:00 at shinsaibashi HOKAGE”. X（旧Twitter）より2025年5月24日閲覧.{{cite web2}}:  CS1メンテナンス: 数字を含む名前/author (カテゴリ)
4. ↑  0番線と夜明け前 [@zsym_info] (28 August 2023). “2023.08.28. at shinsaibashi HOKAGE Thank you for the debut live”. X（旧Twitter）より2025年5月24日閲覧.{{cite web2}}:  CS1メンテナンス: 数字を含む名前/author (カテゴリ)
5. ↑  0番線と夜明け前 [@zsym_info] (30 September 2023). “【新着ライブ情報】定期公演 AM5:26 vol.1 2023/10/19(木)”. X（旧Twitter）より2025年5月24日閲覧.{{cite web2}}:  CS1メンテナンス: 数字を含む名前/author (カテゴリ)
6. ↑  0番線と夜明け前 [@zsym_info] (19 October 2023). “【サブスク解禁】▷send to you”. X（旧Twitter）より2025年5月24日閲覧.{{cite web2}}:  CS1メンテナンス: 数字を含む名前/author (カテゴリ)
7. ↑  0番線と夜明け前 [@zsym_info] (24 November 2023). “【浅海まなか脱退のお知らせ】”. X（旧Twitter）より2025年5月24日閲覧.{{cite web2}}:  CS1メンテナンス: 数字を含む名前/author (カテゴリ)
8. ↑  0番線と夜明け前 [@zsym_info] (29 February 2024). “【新アーティスト写真解禁】”. X（旧Twitter）より2025年5月24日閲覧.{{cite web2}}:  CS1メンテナンス: 数字を含む名前/author (カテゴリ)
9. ↑  0番線と夜明け前 [@zsym_info] (18 March 2024). “【OFFICIAL MUSIC VIDEO解禁】『ブラックアウト未満』”. X（旧Twitter）より2025年5月24日閲覧.{{cite web2}}:  CS1メンテナンス: 数字を含む名前/author (カテゴリ)
10. ↑  0番線と夜明け前 [@zsym_info] (18 March 2024). “【サブスク解禁】▷ブラックアウト未満”. X（旧Twitter）より2025年5月24日閲覧.{{cite web2}}:  CS1メンテナンス: 数字を含む名前/author (カテゴリ)
11. ↑  0番線と夜明け前 [@zsym_info] (25 June 2024). “【新着イベント情報】定期公演 AM5:26 vol.9 -1周年特別公演- 2024/8/28(水) at 寺田町Fireloop”. X（旧Twitter）より2025年5月24日閲覧.{{cite web2}}:  CS1メンテナンス: 数字を含む名前/author (カテゴリ)
12. ↑  0番線と夜明け前 [@zsym_info] (28 August 2024). “2024.08.28. at 寺田町 Fireloop Thank you for the 1st anniversary live”. X（旧Twitter）より2025年5月24日閲覧.{{cite web2}}:  CS1メンテナンス: 数字を含む名前/author (カテゴリ)
13. ↑  0番線と夜明け前 [@zsym_info] (28 August 2024). “【新アーティスト写真解禁】”. X（旧Twitter）より2025年5月24日閲覧.{{cite web2}}:  CS1メンテナンス: 数字を含む名前/author (カテゴリ)
14. ↑  0番線と夜明け前 [@zsym_info] (19 September 2024). “【OFFICIAL LIVE MUSIC VIDEO解禁】『入滅へと』”. X（旧Twitter）より2025年5月24日閲覧.{{cite web2}}:  CS1メンテナンス: 数字を含む名前/author (カテゴリ)
15. ↑  0番線と夜明け前 [@zsym_info] (14 December 2024). “【OFFICIAL MUSIC VIDEO解禁】『hotobori』”. X（旧Twitter）より2025年5月24日閲覧.{{cite web2}}:  CS1メンテナンス: 数字を含む名前/author (カテゴリ)
16. ↑  0番線と夜明け前 [@zsym_info] (10 November 2024). “【新着イベント情報】不定期公演 八ツ橋の転がる町 vol.1 2024/12/29(日) at Live House nano”. X（旧Twitter）より2025年5月24日閲覧.{{cite web2}}:  CS1メンテナンス: 数字を含む名前/author (カテゴリ)
17. ↑  0番線と夜明け前 [@zsym_info] (29 December 2024). “【OFFICIAL MUSIC VIDEO解禁】『花托』”. X（旧Twitter）より2025年5月24日閲覧.{{cite web2}}:  CS1メンテナンス: 数字を含む名前/author (カテゴリ)
18. ↑  0番線と夜明け前 [@zsym_info] (19 December 2024). “【新着イベント情報】0番線と夜明け前主催『八ツ橋が転がりすぎた結果 vol.1』2025年1月12日(日) at 下北沢CLUB251 ▷予約特典 八ツ橋”. X（旧Twitter）より2025年5月24日閲覧.{{cite web2}}:  CS1メンテナンス: 数字を含む名前/author (カテゴリ)
19. ↑  0番線と夜明け前 [@zsym_info] (27 February 2025). “【お知らせ】本日24時よりニューシングル「わたしは水になりたかった」を各種サブスクリプションにてリリースいたします。”. X（旧Twitter）より2025年5月24日閲覧.{{cite web2}}:  CS1メンテナンス: 数字を含む名前/author (カテゴリ)
20. ↑  0番線と夜明け前 [@zsym_info] (27 February 2025). “【サブスク解禁】▷わたしは水になりたかった”. X（旧Twitter）より2025年5月24日閲覧.{{cite web2}}:  CS1メンテナンス: 数字を含む名前/author (カテゴリ)
21. ↑  0番線と夜明け前 [@zsym_info] (14 March 2025). “【イベント情報】0番線と夜明け前 1st ONEMAN LIVE『上田浩一の場合』2025年3月16日(日)at KYOTO MUSE”. X（旧Twitter）より2025年5月24日閲覧.{{cite web2}}:  CS1メンテナンス: 数字を含む名前/author (カテゴリ)
22. ↑  0番線と夜明け前 [@zsym_info] (16 March 2025). “2025.03.16. at KYOTO MUSE『上田浩一の場合』Thank you for the 1st ONEMAN LIVE”. X（旧Twitter）より2025年5月24日閲覧.{{cite web2}}:  CS1メンテナンス: 数字を含む名前/author (カテゴリ)
23. ↑  0番線と夜明け前 [@zsym_info] (16 March 2025). “【ダイジェスト映像公開】0番線と夜明け前 1st ONEMAN LIVE『上田浩一の場合』”. X（旧Twitter）より2025年5月24日閲覧.{{cite web2}}:  CS1メンテナンス: 数字を含む名前/author (カテゴリ)
24. ↑  0番線と夜明け前 [@zsym_info] (17 March 2025). “【『河原ハイドアウト』レコ発ツアー】”. X（旧Twitter）より2025年5月24日閲覧.{{cite web2}}:  CS1メンテナンス: 数字を含む名前/author (カテゴリ)
25. ↑  0番線と夜明け前 [@zsym_info] (16 March 2025). “【新アーティスト写真解禁】”. X（旧Twitter）より2025年5月24日閲覧.{{cite web2}}:  CS1メンテナンス: 数字を含む名前/author (カテゴリ)
26. ↑  0番線と夜明け前 [@zsym_info] (16 March 2025). “【サブスク解禁】本日24時より1stアルバム「河原町ハイドアウト」を各種サブスクリプションにてリリースいたします。”. X（旧Twitter）より2025年5月24日閲覧.{{cite web2}}:  CS1メンテナンス: 数字を含む名前/author (カテゴリ)
27. ↑  0番線と夜明け前 [@zsym_info] (15 May 2025). “【OFFICIAL MUSIC VIDEO解禁】『わたしは水になりたかった』”. X（旧Twitter）より2025年5月24日閲覧.{{cite web2}}:  CS1メンテナンス: 数字を含む名前/author (カテゴリ)